# My Little Lover
마이 리틀 러버(My Little Lover)는 일본의 음악 그룹이다. 이전에는 고바야시 다케시와 후지이 겐지가 소속해 있었지만, 현재는 보컬 akko의 솔로프로젝트로 활동하고 있다. 소속사는 우롱샤, 소속 음반사는 avex trax이다. 별명은 〈마이라바〉이다.
.

## 멤버

### 현재의 멤버
akko(악코) - 보컬
- 1973년 1월 10일, 도쿄도에서 태어나서, 가나가와현 이세하라시에서 자랐다.
- 본명은 아카마츠 아키코(赤松亜希子).
- 결성 시부터 남은 유일한 멤버.
- 중학교~고등학교에 걸쳐 리듬 체조를 했으나, 상처나 재능에 한계를 느껴 단념. 5살부터 피아노를 배운 적이 있어, 구니타치 음악대학에 진학했다.

### 과거의 멤버
고바야시 다케시 - 키보드
- 1959년 6월 7일, 야마가타현 신조시에서 태어남.
- 첫 앨범《evergreen》부터 멤버로 가입. 거의 모든 작사, 작곡, 편곡을 담당해, 밴드의 음악 프로듀서였다.
- PV나, 음악프로그램에서는 베이스 기타를 연주했던 적도 있다.
- 2006년에 에이벡스로 이적했을 때, 멤버에서는 탈퇴했지만, MY LITTLE LOVER의 공식 홈 페이지에서는 고바야시의 프로필이 기재되어 있어 탈퇴 후에도 곡 제공, 어레인지, 프로듀스를 실시하고 있다.
- 소속사 우롱샤의 사장이기도 하다.

후지이 겐지(藤井謙二) - 기타
- 1969년 3월 8일, 히로시마현 후쿠야마시에서 태어남. 2002년에 탈퇴.
- 작곡을 한 적도 있다.

## 발자취
1995년 싱글 《Man&Woman/My painting》으로 데뷔했다.
그 후 3번째 싱글 《Hello,Again~무카시카라 아루 바쇼 Hello,Again~昔からある場所[*]》, 첫 번째 앨범《ever green》이 100만장이 넘는 히트를 기록했다.
2006년에는 에이벡스로 이적해 akko의 솔로프로젝트로서 활동하기 시작한다.
2009년 2월에 발매한 싱글 《소리가 없는 세계/시간의 벨》이 오리콘 주간 차트 8위를 차지해, 1998년 발매한 《DESTINY》이후 약 10년 만에 처음으로 10위권에 진입했다.

## 음반 목록

### 싱글
|    | 발매일           | 제목                                                                              | 최고순위 | 참고                                          |
| -- | ---------------- | --------------------------------------------------------------------------------- | -------- | --------------------------------------------- |
| 1  | 1995년 5월 1일   | Man & Woman／My Painting                                                          | 7        |                                               |
| 2  | 1995년 7월 3일   | 시로이카이토 (白いカイト)                                                         | 11       |                                               |
| 3  | 1995년 8월 21일  | Hello, Again (무카시카라 아루 바쇼)(昔からある場所)                               | 1        |                                               |
| 4  | 1996년 4월 22일  | ALICE                                                                             | 2        |                                               |
| 5  | 1996년 10월 28일 | NOW AND THEN ~우시나와레타토키오모토메테~ (失われた時を求めて)                    | 2        |                                               |
| 6  | 1996년 12월 2일  | YES ~free flower~                                                                 | 1        |                                               |
| 7  | 1997년 6월 25일  | ANIMAL LIFE                                                                       | 5        |                                               |
| 8  | 1997년 8월 20일  | Shuffle                                                                           | 4        |                                               |
| 9  | 1997년 11월 12일 | Private eyes                                                                      | 8        |                                               |
| 10 | 1998년 1월 21일  | 하늘 아래서(空の下で 소라노 시타데[*])                                            | 6        |                                               |
| 11 | 1998년 5월 13일  | DESTINY                                                                           | 4        |                                               |
| 12 | 1998년 7월 23일  | CRAZY LOVE / Days                                                                 | 11       |                                               |
| 13 | 2001년 2월 28일  | shoooting star ~슈팅스타~ (shooting star ~シューティングスター~)                  | 13       |                                               |
| 14 | 2001년 4월 18일  | 히가사 ~japanese beauty~ (日傘 ~japanese beauty~ 양산[*])                         | 23       |                                               |
| 15 | 2002년 9월 4일   | Survival                                                                          | 23       |                                               |
| 16 | 2004년 4월 28일  | 風と空のキリム                                                                    | 32       |                                               |
| 17 | 2006년 11월 8일  | 리본 (り・ぼん)                                                                   | 18       | 음반사를 에이벡스로 이적하고 처음 발매한 싱글 |
| 18 | 2007년 3월 7일   | 아후레루 (あふれる 흘러 넘쳐[*])                                                  | 39       |                                               |
| 19 | 2007년 8월 22일  | dreamy success                                                                    | 80       |                                               |
| 20 | 2008년 3월 12일  | 라비린스 (ラビリンス)                                                             | 60       |                                               |
| 21 | 2008년 4월 9일   | 이니셜 (イニシャル)                                                               | 47       |                                               |
| 22 | 2009년 2월 4일   | 오토노나이세카이 / 토키노벨 (音のない世界/時のベル 소리가 없는 세계/시간의 벨[*]) | 8        |                                               |
| 23 | 2009년 8월 5일   | blue sky                                                                          |          |                                               |
| 24 | 2011년 10월 12일 | ひこうき雲                                                                        |          |                                               |
| 25 | 2015년 10월 28일 | ターミナル                                                                        |          |                                               |

### 앨범
|   | 발매일           | 제목                            | 최고순위 |
| - | ---------------- | ------------------------------- | -------- |
| 1 | 1995년 12월 5일  | evergreen                       | 1        |
| 2 | 1998년 3월 4일   | PRESENTS                        | 2        |
| 3 | 1998년 9월 2일   | NEW ADVENTURE                   | 1        |
| 4 | 2001년 5월 16일  | Topics                          | 4        |
| 5 | 2004년 1월 21일  | FANTASY                         | 12       |
| 6 | 2006년 12월 6일  | akko                            | 16       |
| 7 | 2008년 5월 1일   | 아이텐티티 (アイデンティティー) | 35       |
| 8 | 2009년 11월 18일 | そらのしるし                    |          |
| 9 | 2015년 11월 25일 | re:evergreen                    |          |